# Mychajlo Verbyckyj
Mychajlo Mychajlovyč Verbyckyj (ukrajinsky Михайло Михайлович Вербицький; * 4. března 1815, Jawornik Ruski nebo Ulucz – 7. prosince 1870, Młyny) byl ukrajinský řeckokatolický kněz, sociální aktivista, hudební skladatel.Je autorem hudby k písni Šče ne vmerla Ukrajina (Ще не вмерла Україна), státní hymně Ukrajiny.

## Životopis
Jeho otec byl farářem řeckokatolické farnosti v Jaworniku Ruskim. V raném dětství Mychajlo osiřel a spolu s bratrem byli vychováni příbuzným Ivanem Snihurskim z Przemyślu. Studoval na semináři ve Lvově a Przemyślu. Na kněze byl vysvěcen v roce 1850 a o šest let později se stal farářem řeckokatolické farnosti v Młynech u Radymna. Působil v ukrajinském sboru v Przemyślu, později vedl sbor ve Lvově a vystupoval i jako sólista. Spolupracoval s ukrajinskými divadly v Przemyślu a Lvově a komponoval hudbu pro zde uváděné hry. Píseň Szcze ne wmerła Ukrajina byla napsána v roce 1864 pro hru Zaporożcy, kterou nastudovalo lvovské divadlo „Ruské Besidy“.
Ve farnosti Młyny vykonával pastorační službu 14 let. Po své smrti v prosinci 1870 byl pohřben na hřbitově u místního kostela. Kamenný náhrobek pro jeho hrob ve tvaru lyry byl financován členy akademického sboru "Banduryst " ve Lvově. Dne 12. dubna 2005 byla slavnostně vysvěcena kaple nad Verbyckého hrobem a ceremoniálu se zúčastnil tehdejší prezident Ukrajiny Viktor Juščenko.

## Galerie
Současné fotografie míst souvisejících se skladatelem:

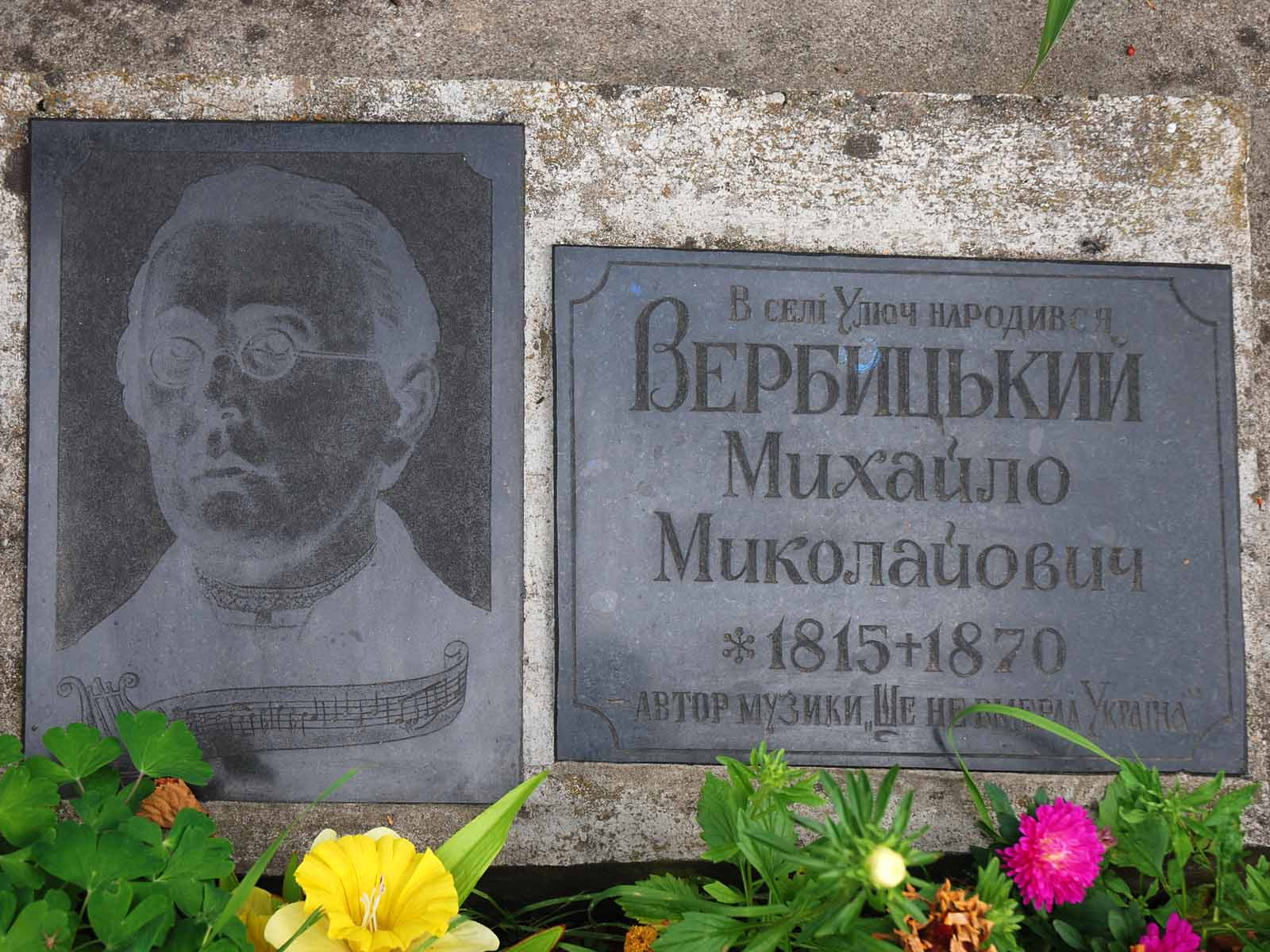
Pamětní deska v Uluczu
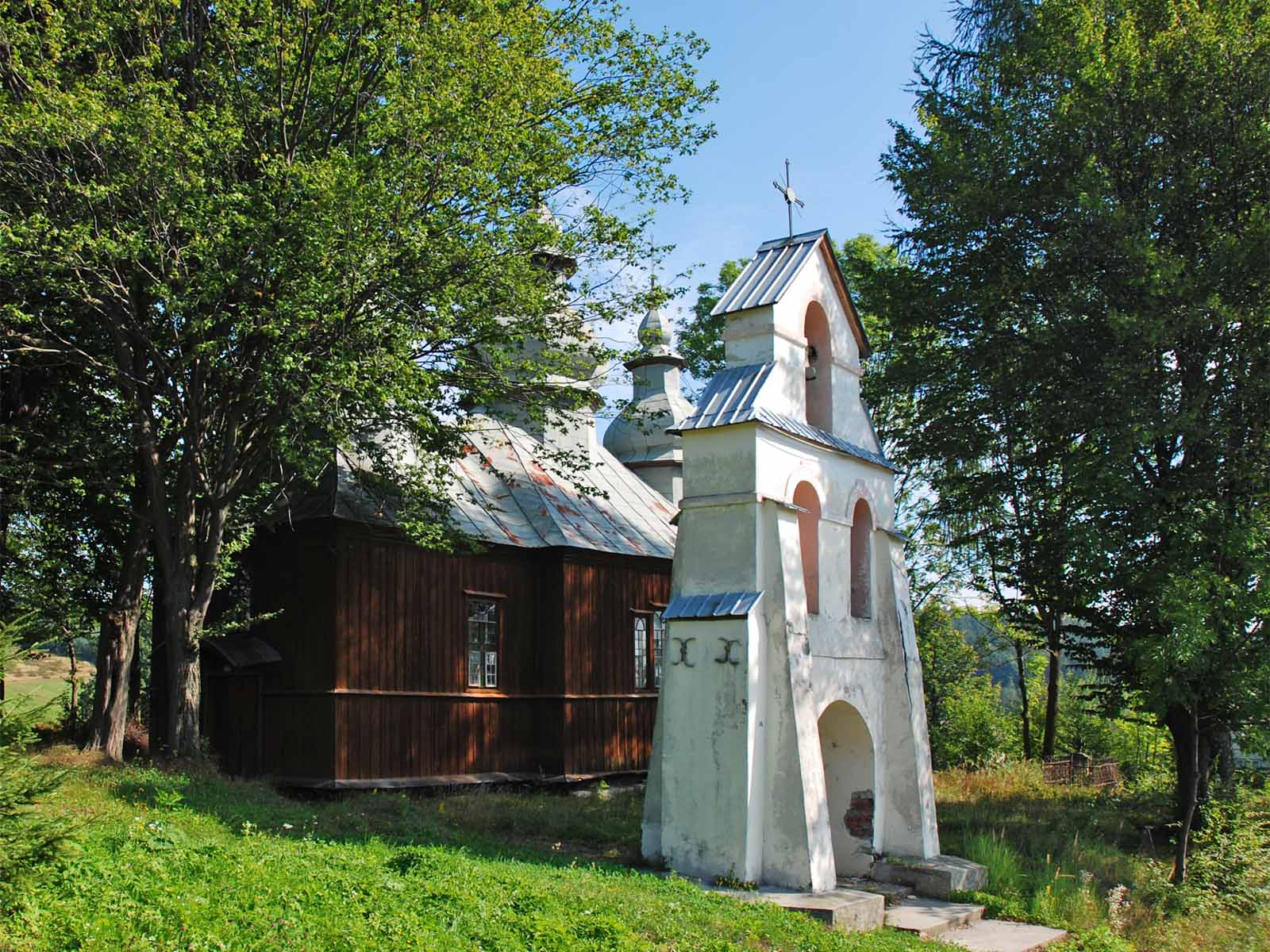
Kostel v Jaworniku Ruskim
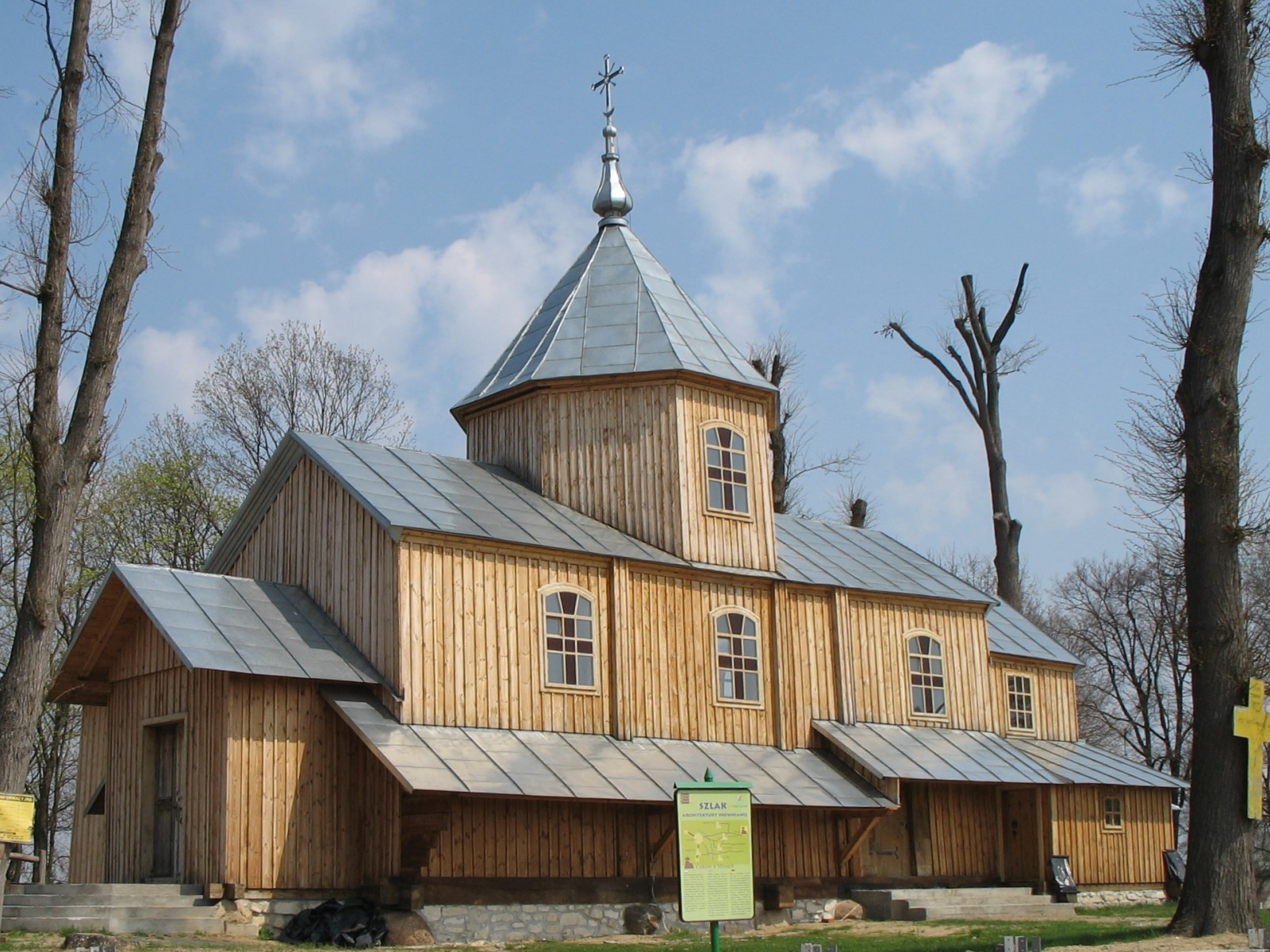
Kostel v Młynech
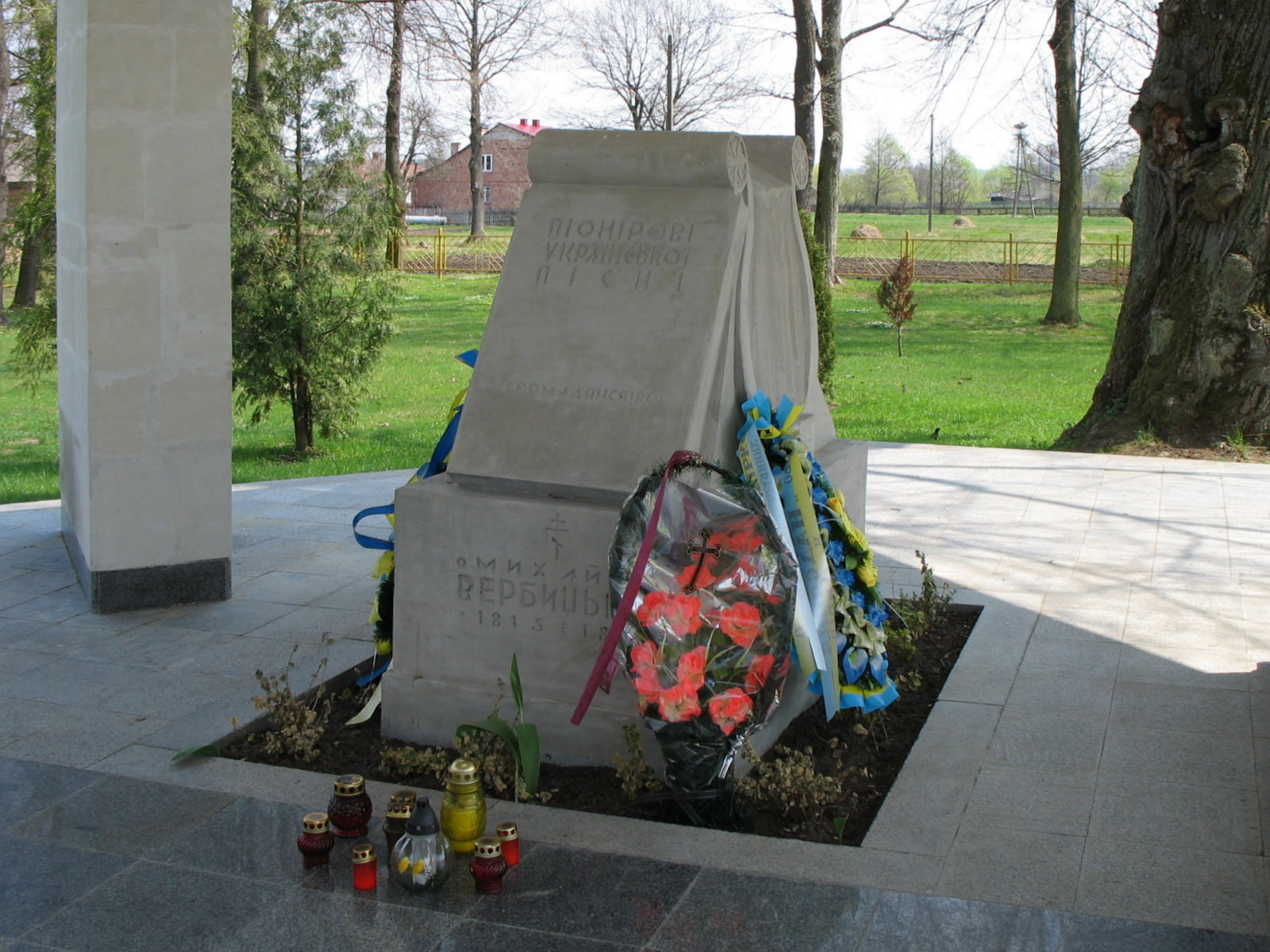
Hrob
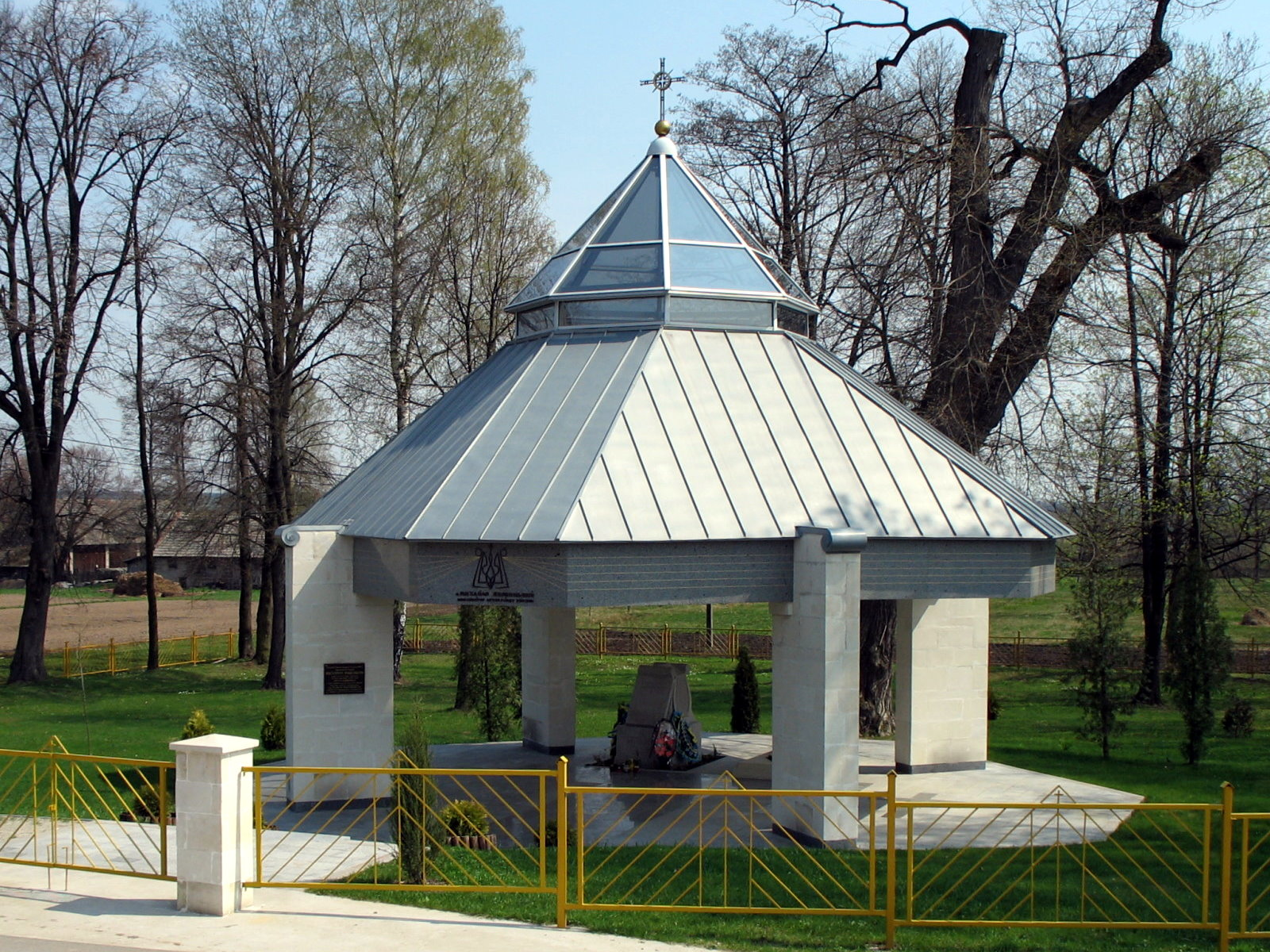
Kaple nad hrobem
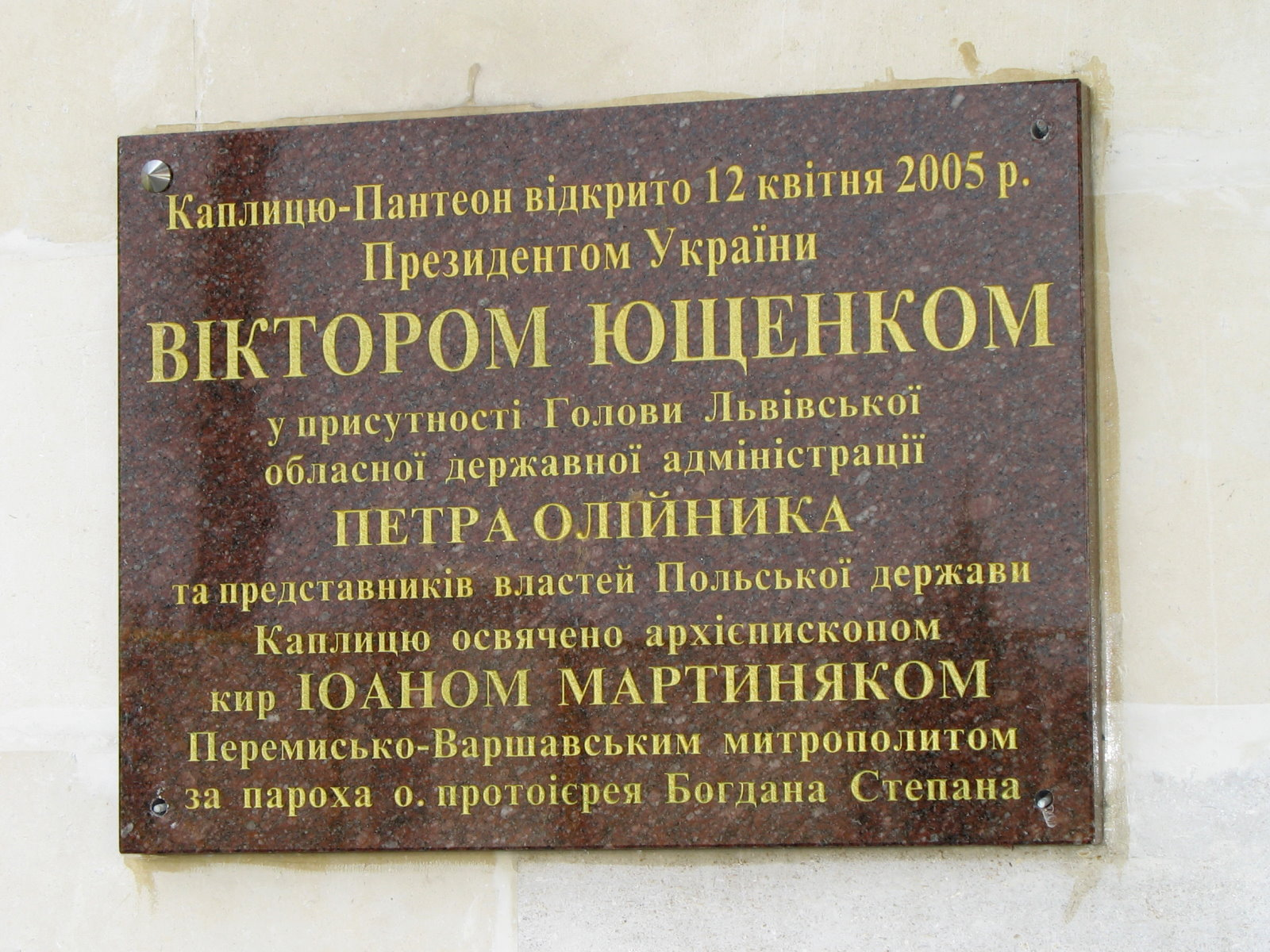
Pamětní deska v Młynech